# 5050 Докторватсон
5050 Докторватсон  (5050 Doctorwatson) — астероїд головного поясу, відкритий 14 вересня 1983 року.
Тіссеранів параметр щодо Юпітера — 3,516.